# Suolujävri
Suolojavri eller Suolujävri är en sjö i Finland. Den ligger i kommunen Utsjoki i landskapet Lappland, i den norra delen av landet, 1 100 km norr om huvudstaden Helsingfors. Suolojavri ligger 266,2 meter över havet. Arean är 44,9 hektar och strandlinjen är 4,74 kilometer lång. Sjön  ingår i Neidenälvens huvudavrinningsområde.   Den ligger vid sjön Tshoalmijävri. Omgivningarna runt Suolojavri är i huvudsak ett öppet busklandskap.